# NGC 2737
NGC 2737 este o galaxie spirală situată în constelația Racul. A fost descoperită în 23 februarie 1863 de către Heinrich Louis d'Arrest. Se află la o distanță de 47,31 de megaparseci de Pământ.